# Hans Peter Meißner
Hans Peter Meißner (* 11. Januar 1937 in Saarbrücken; † 24. Juni 2014 in Berlin) war ein deutscher Internist.

## Werdegang
Hans-Peter Meißner schloss 1965 sein Medizinstudium an der Universität des Saarlandes in Homburg ab und habilitierte sich dort 1977. Bis 1986 war er Oberarzt der dortigen Abteilung für Innere Medizin und ließ sich 1986 in Berlin als ambulant tätiger Internist nieder. 1996 wurde er Mitbegründer und erster Vorsitzender der Diabetes-Gesellschaft Berlin. 
Hans Peter Meißner verstarb 2014. Sein Grab liegt auf dem Berliner Dreifaltigkeitsfriedhof Lankwitz.

## Ehrungen
- 1994: Ehrendoktor der Universität Umeå (Schweden)[7]
- 1996: Paul-Langerhans-Medaille der Deutschen Diabetes Gesellschaft[8]